# Euxoa dichagyroides
Euxoa dichagyroides är en fjärilsart som beskrevs av Zoltan Varga 1979. Euxoa dichagyroides ingår i släktet Euxoa och familjen nattflyn. Inga underarter finns listade i Catalogue of Life.